# A tórium izotópjai
Noha a tóriumnak (90Th) 6 természetes izotópja is van, ezek egyike sem stabil, bár egyikük – a 232Th – viszonylag stabil, felezési ideje 1,405·1010 év, ami jóval hosszabb, mint a Föld életkora, és valamivel meghaladja a Világegyetem elfogadott korát is. A természetes tórium szinte kizárólag ebből az izotópból áll, így tiszta elemnek tekinthető. 2013-ban azonban a IUPAC átsorolta a két izotópos anyagok közé, mivel a mélytengerben jelentős részarányban 230Th található. Földi izotópösszetétele jól meghatározott, így standard atomtömege is megadható.
Harmincegy radioizotópját írták le, közülük a legstabilabbak (a 232Th után) a 230Th (felezési ideje 75 380 év), a 229Th (7340 év) és a 228Th (1,92 év). A többi izotóp felezési ideje 30 napnál rövidebb, a többségé a 10 percet sem éri el. Egyik izotópjának (a 229Th-nek) van egy olyan magizomerje (metastabil állapota), melynek feltűnően kicsi a gerjesztési energiája, a legutóbbi mérések szerint 7,6 ± 0,5 eV.
Az ismert tóriumizotópok tömegszáma 208 és 238 közé esik.

## Fontosabb izotópok

### Tórium-228
A 228Th a tórium 138 neutront tartalmazó izotópja, az 232U leánymagja. Régi neve radiotórium, mivel megtalálható a tórium-232 bomlási sorában. Felezési ideje 1,9116 év, alfa-bomlással 224Ra-gyé alakul, de nagyon kis valószínűséggel klaszterbomlás megy végbe, ekkor 20O mag kibocsátásával stabil 208Pb-cá alakul.
A Th-228 atomtömege 228,0287411 gramm/mol, az urán-232 alfa-bomlással erre a magra bomlik.

### Tórium-229
A 229Th alfa-bomló izotóp, felezési ideje 7340 év. Az urán-233 bomlásterméke, fő felhasználása a nukleáris medicinában használt aktínium-225 és bizmut-213 izotópok előállítása.

#### Tórium-229m
Gamma-spektroszkópiai eredmények alapján a 229Th-nek van egy rendkívül kis gerjesztési energiájú magizomerje, a 229mTh. Ez lenne a legkisebb energiájú ismert magizomer, a gerjesztéshez akár az UV-C tartományban működő lézer is elegendő lehetne. Ezt az izomert fel lehetne használni nagy sűrűségű energiatárolásra, pontos órákban, qubitként kvantumszámítógépekben vagy annak vizsgálatára, hogy a kémiai környezet hogyan befolyásolja az atommagok bomlási sebességét.
Az 229Th energiaszintjei közötti különbséget egyelőre közvetett módon, az 233U bomlásából származó gamma-spektrum alapján határozták meg. Az első méréseket 1989–1993 között végezték jó minőségű germánium detektorokkal, ennek eredményeként a 229Th izomer átmenet energiájára E = 3,5±1,0 eV értéket mértek. Ez a szokatlanul kis érték mind elméleti, mind kísérleti vizsgálatok sokaságát indította el, melyekben megpróbálták pontosan meghatározni az átmeneti energiát, valamint megadni az 229Th izomer állapotának további jellemzőit (például felezési idejét és mágneses momentumát). A kis energiájú gerjesztett állapotból azonban nem sikerült egyértelműen a közvetlen fotonemisszió jelét megtalálni. 2007-ben új, közvetett méréseket végeztek fejlett nagy felbontású röntgen mikrokalorimetriás módszerrel, melynek alapján az átmenet energiájára E = 7,6±0,5 eV értéket kaptak, melyet 2009-ben E = 7,8±0,5 eV-ra pontosítottak. A tudományos életben jelenleg ez a leginkább elfogadott érték, ez azonban nem tekinthető véglegesnek, amíg nem sikerül közvetlen méréssel is igazolni. A jel vákuum UV-tartományba történő eltolódása valószínűleg megmagyarázza, hogy a korábbi közvetlen megfigyelési kísérletek miért voltak sikertelenek.
Az izomer élettartamát 6±1 órának mérték a visszalökődő 229mTh atomok MgF2 kristályban történő összegyűjtésével és a fénykibocsátás időbeli változásának mérésével. Ez az eredmény közel van a korábban – 7,6 eV vagy 7,8 eV-os gerjesztési energiából – jósolt 5 órás élettartamhoz, ami részint alá is támasztja ezen energiák helyességét. Ugyanakkor egy másik becslés szerint ezen energiák esetén az élettartam 0,46·106 s/7,83 = 0,27 óra és 1,79·106 s/7,83 = 1,0 óra közé esik. Az élettartam mérésének helyességét ráadásul megkérdőjelezték. Semleges (1+ ,2+) atom esetében, ha az átmenet energiája meghaladja a 6,3 eV (11,5 eV, 18,3 eV) nagyságú ionizációs energiát, akkor – a belső konvezió miatt – ezredmásodpercnél is rövidebb élettartam várható. Ennek az izomernek a bomlásakor olyan (nem a hullámhossza, hanem a keletkezési módja alapján definiálva) gamma-sugárzás keletkezne, melynek energiája az ultraibolya tartományba esik.
2016-ban ezt az átmenetet közvetlenül észlelték by neutralization on an MCP plate. A 229Th2+ magjában az átmenethez tartozó energiakülönbséget a tórium első és harmadik ionizációs energiájának felhasználásával csak 6,3 és 18,3 eV (200–70 nm) közé tudták behatárolni, mert a kísérletet az észlelésre hegyezték ki, nem a pontos energiamérésre. Elképzelhetőnek tűnik, hogy az MCP lapon semlegesített tórium ionizációs energiája a szabad atoméhoz képest eltolódik, tekintettel arra, hogy az ilyen nehéz atomok kötési energiája számottevő, és a kilépési munka a kísérletben használt tórium (3,4 eV) és a CsI MCP felület (3,4 eV) esetében is jelentősen eltér az ionizácós energiától (6,3 eV), ami az átmenet legkisebb energiájára csak 3,4–6,25 eV értéket eredményez. Archiválva 2017. augusztus 9-i dátummal a Wayback Machine-ben
Egy 2018-as tanulmány szerint az átmenet energiája 7,1+0,1−0,2 eV (175+5−3 nm), a kibocsátott gamma-sugarak fotoelektromos hatása alapján. Utólag feltételezhető, hogy az átmenetet akár közvetlenül is detektálhatták egy 2015-ös kísérletben, amelyben 7 eV körül lehetséges csúcsot kaptak. Nem tisztázott, hogy az átmenetet miért nem sikerült gerjeszteni egy 2015-ös kísérletben. A nuclock konzorcium szerint a mérés minden újabb kísérlettel összhangban van.

### Tórium-230
A 230Th a tórium radioaktív izotópja, mely felhasználható korallok korának, valamint a tengeráramlatok fluxusának meghatározására. A radioaktív elemek tanulmányozásának korai időszakában, mielőtt még felismerték volna azonosságát a tóriummal, ionium néven ismerték az 238U bomlási sorában keletkező 230Th izotópot. A feltételezett elemet az Io vegyjellel jelölték. (The name is still used in ionium–thorium dating.)

### Tórium-231
A 231Th az urán-235 bomlásterméke, magja 141 neutront tartalmaz. Nagyon kis mennyiségben megtalálható a földön, felezési ideje 25,5 óra. Béta-sugárzás kibocsátása közben bomlik, protaktínium-231 keletkezése közben. Bomlási energiája 0,39 MeV. Atomtömege 231,0363043 gramm/mol.

### Tórium-232
A 232Th a tórium egyetlen primordiális nuklidja, lényegében az összes természetes tórium ebből áll, más izotópok csak nyomnyi mennyiségben jelennek meg az urán és tórium viszonylag rövid életű bomlástermékeként.
A 232Th alfa-bomló, felezési ideje 1,405·1010 év, amely a Föld életkorának több, mint háromszorosa, és a világegyetem korát is meghaladja.
Bomlási sora a tóriumsor, melynek utolsó tagja az ólom-208. A sor többi tagja gyorsan elbomlik, a leghosszabb felezési idejű izotópok a rádium-228 (5,75 év) és a tórium-228 (1,91 év), a többi izotóp felezési ideje együtt sem éri el az 5 napot.
A 232Th nukleáris tenyészanyag, neutronbefogással maghasadásra képes urán-233-má alakul át, ami a tórium fűtőanyagciklus alapja.
A tórium-dioxid szuszpenziót a korai röntgendiagnosztikában kontrasztanyagként használták (Thorotrast), de ma már a tórium-232-t a karcinogének közé sorolják.

### Tórium-233
A 233Th béta-bomlással protaktínium-233-ra bomlik, felezési ideje 21,83 perc.

### Tórium-234
A 234Th magja 144 neutront tartalmaz. 24,1 nap felezési idővel, béta-részecske kibocsátása közben protaktínium-234-gyé alakul. Atomtömege 234,0436 atomi tömegegység, bomlási energiája mintegy 270 keV (kiloelektronvolt). Az urán-238 főként erre az izotópra bomlik (de nagyon ritkán spontán maghasadást is szenvedhet).

## Izotópok listája
| nuklid jele | történelmi név | Z(p)                | N(n)                | izotóptömeg (u)     | felezési idő              | bomlási mód(ok)  | leány- izotóp(ok) | magspin és paritás | jellemző izotóp- összetétel (móltört) | természetes ingadozás (móltört) |
| nuklid jele | történelmi név | gerjesztési energia | gerjesztési energia | gerjesztési energia | felezési idő              | bomlási mód(ok)  | leány- izotóp(ok) | magspin és paritás | jellemző izotóp- összetétel (móltört) | természetes ingadozás (móltört) |
| ----------- | -------------- | ------------------- | ------------------- | ------------------- | ------------------------- | ---------------- | ----------------- | ------------------ | ------------------------------------- | ------------------------------- |
| 208Th       |                | 90                  | 118                 |                     | 1,7(+1,7−0,6) ms          | α                | 204Ra             | 0+                 |                                       |                                 |
| 209Th       |                | 90                  | 119                 | 209,01772(11)       | 7(5) ms [3,8(+69−15)]     | α                | 205Ra             | 5/2−#              |                                       |                                 |
| 210Th       |                | 90                  | 120                 | 210,015075(27)      | 17(11) ms [9(+17−4) ms]   | α                | 206Ra             | 0+                 |                                       |                                 |
| 210Th       | β+ (ritka)     | 90                  | 120                 | 210,015075(27)      | 17(11) ms [9(+17−4) ms]   | 210Ac            |                   | 0+                 |                                       |                                 |
| 211Th       |                | 90                  | 121                 | 211,01493(8)        | 48(20) ms [0,04(+3−1) s]  | α                | 207Ra             | 5/2−#              |                                       |                                 |
| 211Th       | β+ (ritka)     | 90                  | 121                 | 211,01493(8)        | 48(20) ms [0,04(+3−1) s]  | 211Ac            |                   | 5/2−#              |                                       |                                 |
| 212Th       |                | 90                  | 122                 | 212,01298(2)        | 36(15) ms [30(+20−10) ms] | α (99,7%)        | 208Ra             | 0+                 |                                       |                                 |
| 212Th       | β+ (0,3%)      | 90                  | 122                 | 212,01298(2)        | 36(15) ms [30(+20−10) ms] | 212Ac            |                   | 0+                 |                                       |                                 |
| 213Th       |                | 90                  | 123                 | 213,01301(8)        | 140(25) ms                | α                | 209Ra             | 5/2−#              |                                       |                                 |
| 213Th       | β+ (ritka)     | 90                  | 123                 | 213,01301(8)        | 140(25) ms                | 213Ac            |                   | 5/2−#              |                                       |                                 |
| 214Th       |                | 90                  | 124                 | 214,011500(18)      | 100(25) ms                | α                | 210Ra             | 0+                 |                                       |                                 |
| 215Th       |                | 90                  | 125                 | 215,011730(29)      | 1,2(2) s                  | α                | 211Ra             | (1/2−)             |                                       |                                 |
| 216Th       |                | 90                  | 126                 | 216,011062(14)      | 26,8(3) ms                | α (99,99%)       | 212Ra             | 0+                 |                                       |                                 |
| 216Th       | β+ (0,006%)    | 90                  | 126                 | 216,011062(14)      | 26,8(3) ms                | 216Ac            |                   | 0+                 |                                       |                                 |
| 216m1Th     |                | 2042(13) keV        | 2042(13) keV        | 2042(13) keV        | 137(4) µs                 |                  |                   | (8+)               |                                       |                                 |
| 216m2Th     |                | 2637(20) keV        | 2637(20) keV        | 2637(20) keV        | 615(55) ns                |                  |                   | (11−)              |                                       |                                 |
| 217Th       |                | 90                  | 127                 | 217,013114(22)      | 240(5) µs                 | α                | 213Ra             | (9/2+)             |                                       |                                 |
| 218Th       |                | 90                  | 128                 | 218,013284(14)      | 109(13) ns                | α                | 214Ra             | 0+                 |                                       |                                 |
| 219Th       |                | 90                  | 129                 | 219,01554(5)        | 1,05(3) µs                | α                | 215Ra             | 9/2+#              |                                       |                                 |
| 219Th       | β+ (10−7%)     | 90                  | 129                 | 219,01554(5)        | 1,05(3) µs                | 219Ac            |                   | 9/2+#              |                                       |                                 |
| 220Th       |                | 90                  | 130                 | 220,015748(24)      | 9,7(6) µs                 | α                | 216Ra             | 0+                 |                                       |                                 |
| 220Th       | EC (2·10−7%)   | 90                  | 130                 | 220,015748(24)      | 9,7(6) µs                 | 220Ac            |                   | 0+                 |                                       |                                 |
| 221Th       |                | 90                  | 131                 | 221,018184(10)      | 1,73(3) ms                | α                | 217Ra             | (7/2+)             |                                       |                                 |
| 222Th       |                | 90                  | 132                 | 222,018468(13)      | 2,237(13) ms              | α                | 218Ra             | 0+                 |                                       |                                 |
| 222Th       | EC (1,3·10−8%) | 90                  | 132                 | 222,018468(13)      | 2,237(13) ms              | 222Ac            |                   | 0+                 |                                       |                                 |
| 223Th       |                | 90                  | 133                 | 223,020811(10)      | 0,60(2) s                 | α                | 219Ra             | (5/2)+             |                                       |                                 |
| 224Th       |                | 90                  | 134                 | 224,021467(12)      | 1,05(2) s                 | α                | 220Ra             | 0+                 |                                       |                                 |
| 224Th       | β+β+ (ritka)   | 90                  | 134                 | 224,021467(12)      | 1,05(2) s                 | 224Ra            |                   | 0+                 |                                       |                                 |
| 225Th       |                | 90                  | 135                 | 225,023951(5)       | 8,72(4) perc              | α (90%)          | 221Ra             | (3/2)+             |                                       |                                 |
| 225Th       | EC (10%)       | 90                  | 135                 | 225,023951(5)       | 8,72(4) perc              | 225Ac            |                   | (3/2)+             |                                       |                                 |
| 226Th       |                | 90                  | 136                 | 226,024903(5)       | 30,57(10) perc            | α                | 222Ra             | 0+                 |                                       |                                 |
| 227Th       | radioaktínium  | 90                  | 137                 | 227,0277041(27)     | 18,68(9) nap              | α                | 223Ra             | 1/2+               | nyomokban                             |                                 |
| 228Th       | radiotórium    | 90                  | 138                 | 228,0287411(24)     | 1,9116(16) év             | α                | 224Ra             | 0+                 | nyomokban                             |                                 |
| 228Th       | radiotórium    | 90                  | 138                 | 228,0287411(24)     | 1,9116(16) év             | CD (1,3·10−11%)  | 208Pb 20O         | 0+                 | nyomokban                             |                                 |
| 229Th       |                | 90                  | 139                 | 229,031762(3)       | 7,34(16)·103 év           | α                | 225Ra             | 5/2+               |                                       |                                 |
| 229mTh      |                | 7,6(5) eV           | 7,6(5) eV           | 7,6(5) eV           | 70(50) óra                | IT               | 229Th             | 3/2+               |                                       |                                 |
| 230Th       | ionium         | 90                  | 140                 | 230,0331338(19)     | 7,538(30)·104 év          | α                | 226Ra             | 0+                 | 0,0002(2)                             |                                 |
| 230Th       | ionium         | 90                  | 140                 | 230,0331338(19)     | 7,538(30)·104 év          | CD (5,6·10−11%)  | 206Hg 24Ne        | 0+                 | 0,0002(2)                             |                                 |
| 230Th       | ionium         | 90                  | 140                 | 230,0331338(19)     | 7,538(30)·104 év          | SF (5·10−11%)    | (többféle)        | 0+                 | 0,0002(2)                             |                                 |
| 231Th       | urán Y         | 90                  | 141                 | 231,0363043(19)     | 25,52(1) óra              | β−               | 231Pa             | 5/2+               | nyomokban                             |                                 |
| 231Th       | urán Y         | 90                  | 141                 | 231,0363043(19)     | 25,52(1) óra              | α (10−8%)        | 227Ra             | 5/2+               | nyomokban                             |                                 |
| 232Th       | tórium         | 90                  | 142                 | 232,0380553(21)     | 1,405(6)·1010 év          | α                | 228Ra             | 0+                 | 0,9998(2)                             |                                 |
| 232Th       | tórium         | 90                  | 142                 | 232,0380553(21)     | 1,405(6)·1010 év          | β−β− (ritka)     | 232U              | 0+                 | 0,9998(2)                             |                                 |
| 232Th       | tórium         | 90                  | 142                 | 232,0380553(21)     | 1,405(6)·1010 év          | SF (1,1·10−9%)   | (többféle)        | 0+                 | 0,9998(2)                             |                                 |
| 232Th       | tórium         | 90                  | 142                 | 232,0380553(21)     | 1,405(6)·1010 év          | CD (2,78·10−10%) | 182Yb 26Ne 24Ne   | 0+                 | 0,9998(2)                             |                                 |
| 233Th       |                | 90                  | 143                 | 233,0415818(21)     | 21,83(4) perc             | β−               | 233Pa             | 1/2+               |                                       |                                 |
| 234Th       | urán X1        | 90                  | 144                 | 234,043601(4)       | 24,10(3) nap              | β−               | 234mPa            | 0+                 | nyomokban                             |                                 |
| 235Th       |                | 90                  | 145                 | 235,04751(5)        | 7,2(1) perc               | β−               | 235Pa             | (1/2+)#            |                                       |                                 |
| 236Th       |                | 90                  | 146                 | 236,04987(21)#      | 37,5(2) perc              | β−               | 236Pa             | 0+                 |                                       |                                 |
| 237Th       |                | 90                  | 147                 | 237,05389(39)#      | 4,8(5) perc               | β−               | 237Pa             | 5/2+#              |                                       |                                 |
| 238Th       |                | 90                  | 148                 | 238,0565(3)#        | 9,4(20) perc              | β−               | 238Pa             | 0+                 |                                       |                                 |

1. ↑  A világegyetem koránál hosszabb felezési idejű (csaknem stabil) izotópok félkövérrel vannak kiemelve
2. ↑  Rövidítések:
CD: Klaszterbomlás
EC: Elektronbefogás
IT: Izomer átmenet
SF: Spontán maghasadás
3. ↑  A stabil izotópok félkövérrel vannak kiemelve
4. 1 2  Az urán-235 bomlási sor tagja
5. ↑  A tórium-232 bomlási sor tagja
6. ↑  Az urán–tróium kormeghatározásban használják
7. 1 2  Az urán-238 bomlási sor tagja
8. ↑  Primordiális radionuklid

## Fordítás
Ez a szócikk részben vagy egészben  az   Isotopes of thorium című angol Wikipédia-szócikk ezen változatának fordításán alapul.  Az eredeti cikk szerkesztőit annak laptörténete sorolja fel. Ez a jelzés csupán a megfogalmazás eredetét és a szerzői jogokat jelzi, nem szolgál a cikkben szereplő információk forrásmegjelöléseként.